# Edward Bamber
Pour les articles homonymes, voir Bamber.
Edward Bamber (alias Helmes, Reding, Reading) (1600 à Poulton-le-Fylde, Lancashire - exécuté le 7 août 1646 à Lancaster) est un prêtre catholique anglais sous le règne de Charles Ier. 

## Biographie
Peu d'informations existent sur son histoire familiale. Nous ne savons pas s'il est issu d'une famille restée fidèle à l’Église catholique ou s'il est lui-même un converti au catholicisme. Néanmoins afin de devenir prêtre il doit se rendre à Douai, au Collège anglais de la ville pour sa formation. On le retrouve aussi au Collège anglais de Valladolid et de Séville pour les mêmes raisons. 
Après son ordination en 1626, il retourne en Angleterre mais est immédiatement arrêté et une première fois renvoyé sur le continent. Il revient en Angleterre et se met au service de la famille Standish restée elle aussi fidèle à la foi catholique. Il est néanmoins à nouveau arrêté mais s'échappe dans des circonstances rocambolesques, profitant de l'inattention de ses gardiens alcoolisés sur la route le conduisant à la prison du château de Lancaster. Pendant les 16 années suivantes il vit caché protégé par la famille Singleton. 
Il est de nouveau arrêté en 1643. Pendant trois ans, il reste en prison au château de Lancaster. Il se serait évadé une fois encore avant d'être repris. Il est finalement exécuté avec Thomas Whittaker et John Woodcock pour avoir administré des sacrements catholiques. Il est mis à mort selon le supplice réservé aux traîtres à savoir pendaison, éviscération et écartèlement.

## Vénération
Reconnu martyr par l'Église catholique, Edward Bamber est vénéré comme bienheureux. Il a été béatifié le 22 novembre 1987 par le pape Jean-Paul II. Il est l'un des quatre-vingt-cinq martyrs d'Angleterre et de Galles béatifiés par ce dernier et est fêté le 7 août en compagnie de John Woodcock et de Thomas Whittaker. 